# Кодройпо
Кодройпо (итал. Codroipo) — коммуна в Италии, располагается в регионе Фриули-Венеция-Джулия, в провинции Удине.
Население составляет 15 490 человек (2008 г.), плотность населения составляет 198 чел./км². Занимает площадь 73 км². Почтовый индекс — 33033. Телефонный код — 0432.
Покровительницей коммуны почитается Пресвятая Богородица (Дева Мария Снежная), празднование 5 августа.

## Демография
Динамика населения:

## Администрация коммуны
- Официальный сайт: http://www.comune.codroipo.ud.it